# Kneiff
Kneiff lub Op Kneiff (560 m) – wzgórze w Ardenach, w północnym Luksemburgu, w gminie Troisvierges, niedaleko granicy państwowej. Jest najwyżej położonym punktem kraju (choć często za taki mylnie uważa się Buurgplaatz). Najbliższym miastem jest Wilwerdange. Wzgórze należy do Korony Europy. 